# 274

274(이백칠십사)는 273보다 크고 275보다 작은 자연수다.

## 수학
- 합성수로, 그 약수는 1, 2, 137, 274다. 진약수의 합은 140이므로, 274는 부족수다.
  - 87번째 반소수다. 앞의 반소수는 267, 다음 반소수는 278이다.
- 12번째 트리보나치 수다. 앞의 트리보나치 수는 149, 다음은 504다.
- 14번째 중심있는 삼각수다. 앞의 중심있는 삼각수는 235, 다음은 316이다.
- {\displaystyle 274=7^{2}+15^{2}}
  - 서로 다른 두 자연수의 제곱합으로 나타낼 수 있는 수다.
- {\displaystyle 37^{4}-1}은 274로 나누어떨어진다.

## 과학
- NGC 274(영어판): 고래자리 방향에 있는 렌즈형은하.

## 교통
- 일본 274번 국도: 홋카이도 삿포로시 기타구에서 시베차정까지 이어지는 일본의 국도.
- 현도 제274호선

## 군사
- U-274(영어판): 제2차 세계 대전에 사용된 나치 독일의 군용 잠수함.

## 문화유산
- 대한민국의 국보 제274호: 귀함별황자총통 (해제)[a]
- 대한민국의 보물 제274호: 곡성 태안사 광자대사탑
- 대한민국의 사적 제274호: 신안 해저유물 매장해역

## 방송
- B tv의 중국 공영 방송인 CCTV4 채널 번호.
- U+ TV의 가톨릭평화방송 채널 번호.
- LG헬로비전의 토마토클래식 채널 번호.

## 기타
- 연도: 274년, 기원전 274년